# Rodengo-Saiano
Rodengo-Saiano is een gemeente in de Italiaanse provincie Brescia (regio Lombardije) en telt 9841 inwoners (31-12-2019). De oppervlakte bedraagt 12,86 km², de bevolkingsdichtheid is 765 inwoners per km².

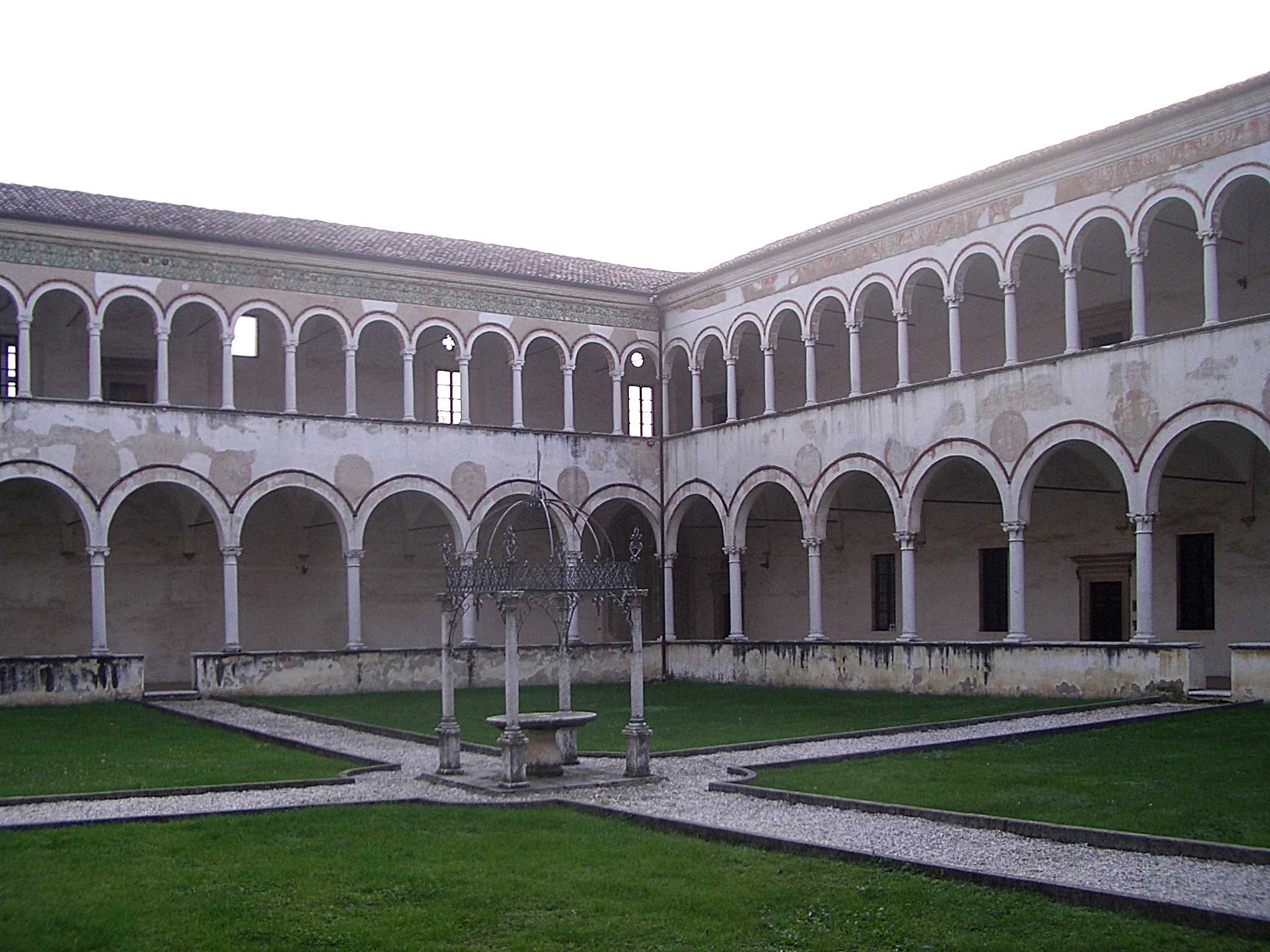
Groot klooster van Rodengo-Saiano
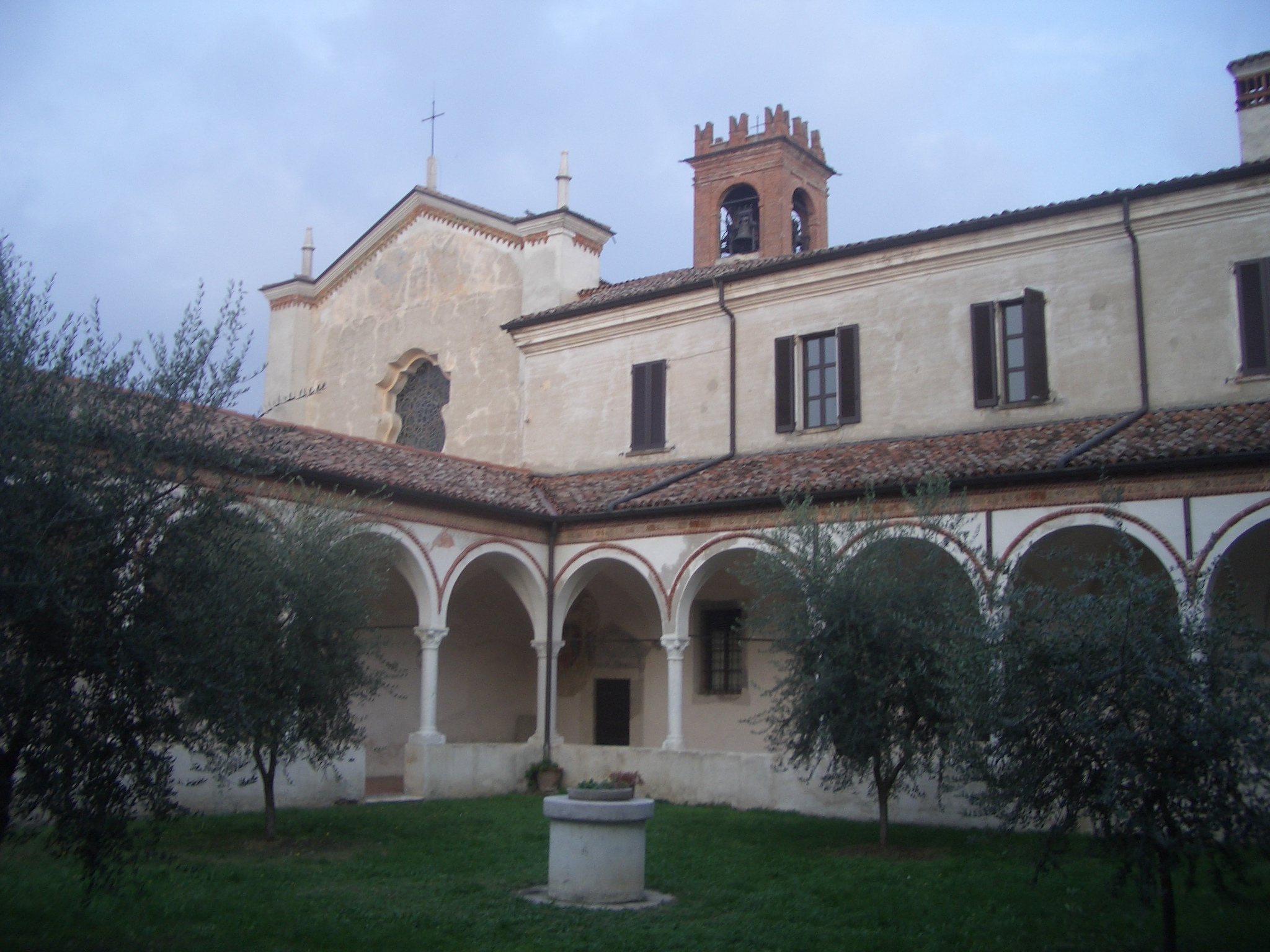
Klein klooster van Rodengo-Saiano
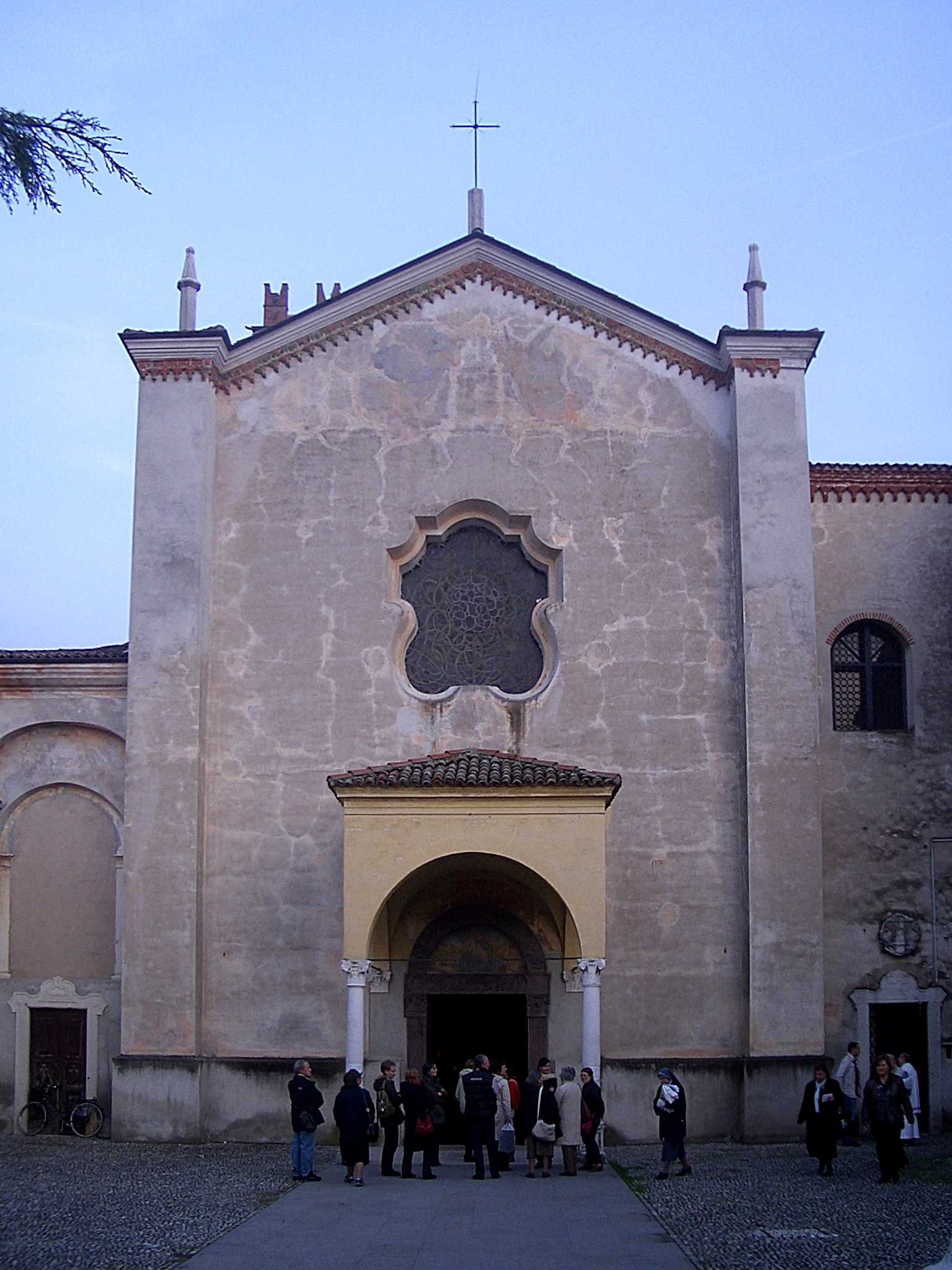
Abdijkerk San Nicolakerk

## Demografie
Rodengo-Saiano telt ongeveer 3020 huishoudens. Het aantal inwoners steeg in de periode 1991-2001 met 42,7% volgens cijfers uit de tienjaarlijkse volkstellingen van ISTAT.
| Jaar | Inwoneraantal |
| ---- | ------------- |
| 1991 | 5259          |
| 2001 | 7507          |

## Geografie
Rodengo-Saiano grenst aan de volgende gemeenten: Castegnato, Gussago, Monticelli Brusati, Ome, Paderno Franciacorta, Passirano.